# Newburgh (New York)
Newburgh is een plaats (city) in de Amerikaanse staat New York, en valt bestuurlijk gezien onder Orange County.

## Demografie
Bij de volkstelling in 2000 werd het aantal inwoners vastgesteld op 28.259.
In 2006 is het aantal inwoners door het United States Census Bureau geschat op 28.345, een stijging van 86 (0.3%). In 2010 telde Newsburgh 28.866 inwoners.

## Geografie
Volgens het United States Census Bureau beslaat de plaats een oppervlakte van
12,4 km², waarvan 9,9 km² land en 2,5 km² water. Newburgh ligt op ongeveer 130 m boven zeeniveau.

## Plaatsen in de nabije omgeving
De onderstaande figuur toont nabijgelegen plaatsen in een straal van 8 km rond Newburgh.

## Geboren in Newburgh
- George Inness (1825–1894), landschapschilder
- William S. Hart (1864-1946), acteur, scenarioschrijver, filmproducent en filmregisseur
- Ellsworth Kelly (1923-2015), schilder en beeldhouwer
- Geraldine Ferraro (1935-2011), politica
- James Patterson (1947), auteur